# 蔡濟恭
蔡濟恭（：／，1720年5月20日—1799年2月22日），字伯規，號樊巖、又号樊翁，朝鮮王朝末期文臣。本貫平康蔡氏。
蔡濟恭15歲時通過兩試。他於英祖朝和正祖朝期間是朋黨南人黨的領袖。他的門人與思悼世子李愃關係密切。蔡濟恭於正祖在位期間先後擔任過右議政、左議政之職。後在1793年短暫地擔任過領議政。死後諡號文肅。

## 影視形象
- 2007年MBC電視劇《李祘》：韓仁守飾 蔡濟恭
- 2007年CGV歷史劇《正祖暗殺之謎－8天》：朴雄飾 蔡濟恭
- 2010年KBS電視劇《成均館緋聞》：金益泰飾 蔡濟恭
- 2014年SBS電視劇《秘密之門》崔元英飾 蔡濟恭